# Nerocila depressa
Nerocila depressa är en kräftdjursart som beskrevs av Milne Edwards 1840. Nerocila depressa ingår i släktet Nerocila och familjen Cymothoidae. Inga underarter finns listade i Catalogue of Life.